# Ricochet
Ricochet – gra sportowa, stanowiąca odmianę squasha (różnica: w ricochecie gracz może zagrywać piłkę o sufit).
W grze bierze udział dwóch zawodników wyposażonych w specjalne rakietki. Kolor piłki używany przez graczy uzależniony jest od stopnia ich zaawansowania.
Wygrywa gracz, który zwycięży w trzech setach (zasada best-of-five). 
Wymiary kortu: 8,0 m długość, 5,5 m szerokość, 2,7 m wysokość.